# A la cacera
A la cacera (títol original en anglès: Cruising) és una pel·lícula estatunidenca dirigida per William Friedkin, estrenada l'any 1980. Ha estat doblada al català.

## Argument
Un jove policia heterosexual investiga en l'ambient gai sadomasoquista novaiorquès sobre homicidis d'homosexuals.

## Història completa
Nova York. Dos homosexuals són salvatgement assassinats. L'inspector Edelson, convençut de ser davant d'un assassí en sèrie, demana a Steve Burns, jove policia de físic semblant a les víctimes, d'infiltrar-se en el medi gai amb la finalitat de descobrir el culpable. Steve no hi va sense aprensió. Encara que Nancy, la seva amiga, el qüestiona sobre els seus últims canvis, guarda el mutisme normal. Instal·lat en un pis dels barris reservats, sota la identitat de John Forbes, el policia simpatitza amb el seu nou veí Ted Bailey i s'arrossega de nit en clubs homosexuals a la recerca d'alguns indicis.
Però la seva presència no impedeix dos nous homicidis: l'un a Central Park i l'altre en una cabina de projecció d'una pel·lícula pornogràfica. Sospitant d'un tipus anomenat Skip Lee, Steve l'atreu en un hotel on els seus col·legues policies intervenen per detenir els dos homes. Però la trampa és inútil: Skip, després d'un interrogatori humiliant, és alliberat per les seves empremtes. Poc després, Edelson transmet a Steve els retrats dels estudiants de Lukas (una de les víctimes) i el jove policia hi reconeix un d'un club, Stuart Richards. Steve comença una investigació i descobreix en l'estudiant indicis probatoris. El cita en un parc, i quan va a treure el seu ganivet, Steve, més ràpid, el fereix. L'assassí és finalment detingut.
Alguns dies després, es troba el cos de Ted, salvatgement assassinat, en el seu pis. Edelson s'adona que era el veí de Steve. La pel·lícula s'acaba amb les imatges de Steve, que s'ha tornat a instal·lar a casa de la seva amiga. S'afaita, la mirada perduda, mentre que Nancy descobreix la seva jaqueta de cuir i la prova.

## Repartiment
- Al Pacino: Steve Burns
- Paul Sorvino: Capità Edelson
- Karen Allen: Nancy
- Richard Cox: Stuart Richards
- Don Scardino: Ted Bailey
- Jay Acovone: Skip Lee
- Randy Jurgensen: Detectiu Lefransk
- Barton Heyman: Dr. Rifkin
- Gene Davis: DaVinci
- Arnaldo Santana: Loren Lukas
- Larry Atlas: Eric Rossman
- Allan Miller: el Sr. Berman
- Sonny Grosso: Detectiu Blasio
- Joe Spinell: Patruller DiSimone
- Mike Starr: Patruller Desher
- Ed O'Neill: Detectiu Schreiber
- William Russ: Paul Gaines
- James Remar: Gregory
- Powers Boothe: Hanky
- Steve Inwood: Martino Perry

## Al voltant de la pel·lícula
El mateix any, Brian De Palma dirigeix Vestida per matar, una pel·lícula de mecanisme equivalent: un individu vulnerable serveix de presa per aturar un assassí en sèrie. Tanmateix, la censura es tira sobre A la cacera, massa violenta per l'època. Pulsions esdevé un clàssic del thriller de terror i una de les pel·lícules claus de DePalma.

### Càsting
A la cacera és la primera pel·lícula dels actors Mike Starr, i Ed O'Neill. S'hi veu també James Remar en el petit paper d'un homosexual dubtós.

## Controvèrsia
- Les associacions homosexuals van protestar durant el rodatge i a l'estrena de la pel·lícula a causa de la visió de l'homosexualitat i la descripció negativa de la seva comunitat que aquesta mostrava - sobretot amb sobretot el clixé dels clubs gay sadomasoquistes.[4]
- Pel·lícula censurada als EUA i versió vídeo[5]

### Acollida de la crítica
Rotten Tomatoes informa que 50% dels 42 crítics han donat un parer positiu sobre la pel·lícula, amb una mitjana de 5,3/10. A Allociné, els espectadors han puntuat la pel·lícula 3,6/5.